# Гетерогенная компьютерная сеть
Гетерогенная компьютерная сеть — вычислительная сеть, соединяющая персональные компьютеры и другие устройства с различными операционными системами или протоколами передачи данных. Например, локальная вычислительная сеть (ЛВС), которая соединяет компьютеры под управлением операционных систем Microsoft Windows, Linux и MacOS, является гетерогенной.
Термин «гетерогенные сети» также употребляется в беспроводных вычислительных сетях, где используются различные технологии для подключения. Например, компьютерная сеть, которая обеспечивает доступ через беспроводную локальную сеть и способна обеспечивать доступ, переключаясь на сотовую связь, также называется гетерогенной сетью.